# Куклен (община)
Община Куклен се намира в Южна България и е една от съставните общини на област Пловдив.

## География

### Географско положение, граници, големина
Общината е разположена в южната част на област Пловдив. С площта си от 148,375 km2 заема 13-о място сред 18-те общините на областта, което съставлява 2,48% от територията на областта. Границите ѝ са следните:
- на запад и север – община Родопи;
- на изток и юг – община Асеновград.

### Природни ресурси

#### Релеф
Релефът на общината варира от равнинен в североизточната част до средно планински в централната и южната. Територията ѝ попада в южните предели на Горнотракийската низина, и крайните северни части на Западните Родопи.
Крайния североизточен район на общината (около 10% от територията ѝ), част от землището на град Куклен попада в южната част на Горнотракийската низина, като тук на границата с община Родопи, на разклона за с. Крумово се намира най-ниската ѝ точка – 167 m н.в.
Останалите около 90% от територията на общината се заемат от крайните северни разклонения на Западните Родопи, като в нейните предели попадат източните, североизточните и централните части на Белочерковския рид, който е североизточно разклонение на мощния рид Чернатица. Най-високата му точка на територията на общината е връх Бяла черква 1646,2 m, разположен южно от летовището Бяла черква.

#### Води
През средата на Белочерковския рид, от запад на изток, в много дълбока и непроходима долина протича река Луковица (23 km, ляв приток на Чепеларска река) с цялото си горно и част от средното си течение. По северните и североизточни склонове на рида в дълбоки долини и дерета протичат къси и непостоянни реки и потоци, водите на които достигайки периферията на Горнотракийската низина се включват в множество напоителни канали.

### Природни и исторически забележителности
На около 4 km югозападно от град Куклен, на 450 m н.в., всред красива природа се намира изграденият преди 1000 г. манастир „Св. св. Козма и Дамян“, намерил място и в разказа „Козият рог“ на Николай Хайтов. Същият е признат за „Паметник на културата с национално значение“. В църквата към него се съхраняват много ценни икони и стенописи от различни епохи. Манастирът векове наред е бил средище на българската книжнина и култура. В чест на двамата лечители-безсребреници живели в Мала Азия и в околностите на Рим, манастирът има два празника през годината на 1 юли и на 1 ноември, на които се събира множество от всички краища на България. Пред самите порти на манастира блика изключително студен и бистър извор-„Аязмото“, за лечебната сила на който и до днес се носят легенди. За това свидетелствуват запазените желязна верига с метални гривни прикачени към голям камък в преддверието на църквата, с помощта на които са били усмирявани душевно болните хора, търсейки и намирайки своето излекуване. Със средства от програмата САПАРД, през 2008 г., общината изгради асфалтов път до манастира, което прави достъпа лесен и приятен. Заедно с намиращите се още 4 – 5 манастира в съседните общини Бачковски, „Св. Кирик“, Араповски, Мулдавски и Белочерковският „Св. св. Петър и Павел“, също на територията на община Куклен, биха могли да бъдат една прекрасна дестинация за религиозен туризъм.
В южната част от територията на общината върху площ от 23 000 дка, с надморска височина от 700 до 1700 m се простира Лесопарк „Родопи“ с четири курортно-туристически ядра – хижа „Здравец“ (на 1250 m н.в.), летовище „Копривките“ (на 1350 m), летовище „Студенец“ (на 1450 m) и летовище „Бяла черква“ (на 1650 – 1700 m). Със Заповед на МНЗСГ от 1963 г. летовище „Бяла Черква“ е признато за планински климатичен курорт. Именно там е изградена ски писта с параметри, отговарящи на международните норми за дължина и денивелация между старта и финала. На нея се провеждат официални състезания от регионален мащаб. С разработения през тази година ОУП на ски зона „Бяла Черква“ се предвижда изграждането на нови 7 – 8 писти, с обща дължина над 10 km, по които ще могат да се пързалят едновременно 2500 скиора.
В подножието на връх Бяла Черква се намира манастира „Св. св. Петър и Павел“, който в недалечното минало изгоря до основи, но едното му крило, вече е възстановено. На територията на лесопарка има изградени и функционират 12 хотела с 636 легла, множество почивни станции на различни ведомства, къмпинги и частни вили с общо над 2000 легла. В летовището „Студенец“ се намира популярният и търсен екохотел „Здравец“ със 160 легла, извършващ спа процедури. Заоблените била на тази част на Родопите правят лесно достъпни и приятни за всички възрастови групи десетки туристически пътеки, водещи към красиви местности и природни феномени с обща дължина над 150 km.

### Населени места
Общината се състои от 6 населени места. Списък на населените места, подредени по азбучен ред, население и площ на землищата им:
| Населено място | Пребр. на населението през 2021 г. | Площ на землището (в км2) | Забележка (старо име) | Населено място | Пребр. на населението през 2021 г. | Площ на землището (в км2) | Забележка (старо име)           |
| Гълъбово       | 313                                | 16,905                    | Новосел               | Руен           | 166                                | 5,837                     | Паная, Богородично              |
| Добралък       | 56                                 | 61,653                    | Добролък              | Цар Калоян     | 78                                 | 7,407                     | Ени кьой                        |
| Куклен         | 5610                               | 31,524                    |                       | Яврово         | 53                                 | 25,049                    | Яворово                         |
|                |                                    |                           |                       | ОБЩО           | 6276                               | 148,375                   | няма населени места без землища |

## Административно-териториални промени
- МЗ № 2820/обн. 14.08.1934 г. – преименува с. Паная на с. Богородично;

– преименува с. Добралък на с. Добролък;
– преименува с. Ени кьой на с. Цар Калоян;
- Указ № 165/обн. 05.04.1950 г. – преименува с. Новосел на с. Гълъбово;
- Указ № 704/обн. 01.11.1963 г. – преименува с. Богородично на с. Руен;
- Указ № 960/обн. 4 януари 1966 г. – възстановява старото име на с. Добролък на с. Добралък;

– преименува с. Яврово на с. Яворово;
- Указ № 2072/обн. 27.11.1979 г. – възстановява старото име на с. Яворово на с. Яврово;
- Указ № 167/обн. 03.07.2001 г. – отделя селата Гълъбово, Добралък, Куклен, Руен, Цар Калоян и Яврово и техните землища от община Родопи и създава нова община Куклен с административен център с. Куклен;
- Реш. МС № 352/обн. 23.05.2006 г. – признава с. Куклен за гр. Куклен.

## Население

### Етнически състав
Преброяване на населението през 2011 г.
Численост и дял на етническите групи според преброяването на населението през 2011 г., по населени места (подредени по численост на населението):
| Населено място | Численост | Численост | Численост | Численост | Численост | Численост           | Численост     | Населено място | Дял (в %) | Дял (в %) | Дял (в %) | Дял (в %) | Дял (в %)           | Дял (в %)     |
| Населено място | Общо      | Българи   | Турци     | Цигани    | Други     | Не се самоопределят | Не отговорили | Населено място | Българи   | Турци     | Цигани    | Други     | Не се самоопределят | Не отговорили |
| Общо           | 6431      | 3631      | 1750      | 516       | 12        | 98                  | 424           | 100,00         | 56,46     | 27,21     | 8,02      | 0,18      | 1,52                | 6,59          |
| -------------- | --------- | --------- | --------- | --------- | --------- | ------------------- | ------------- | -------------- | --------- | --------- | --------- | --------- | ------------------- | ------------- |
| Куклен         | 5858      | 3061      | 1749      | 516       | 12        | 98                  | 422           | Куклен         | 52,25     | 29,85     | 8,80      | 0,20      | 1,67                | 7,20          |
| Гълъбово       | 183       | 183       | 0         | 0         | 0         | 0                   | 0             | Гълъбово       | 100,00    | 0,00      | 0,00      | 0,00      | 0,00                | 0,00          |
| Добралък       | 98        | 98        | 0         | 0         | 0         | 0                   | 0             | Добралък       | 100,00    | 0,00      | 0,00      | 0,00      | 0,00                | 0,00          |
| Руен           | 156       | 156       | 0         | 0         | 0         | 0                   | 0             | Руен           | 100,00    | 0,00      | 0,00      | 0,00      | 0,00                | 0,00          |
| Цар Калоян     | 68        | 65        |           |           | 0         | 0                   | 2             | Цар Калоян     | 95,58     |           |           | 0,00      | 0,00                | 2,94          |
| Яврово         | 68        | 68        | 0         | 0         | 0         | 0                   | 0             | Яврово         | 100,00    | 0,00      | 0,00      | 0,00      | 0,00                | 0,00          |

### Вероизповедания
Численост и дял на населението по вероизповедание според преброяването на населението през 2011 г.:
|                     | Численост | Дял (в %) |
| Общо                | 6431      | 100,00    |
| Православие         | 3005      | 46,72     |
| Католицизъм         | 71        | 1,10      |
| Протестантство      | 132       | 2,05      |
| Ислям               | 1176      | 18,28     |
| Друго               | 6         | 0,09      |
| Нямат               | 87        | 1,35      |
| Не се самоопределят | 544       | 8,45      |
| Непоказано          | 1410      | 21,92     |

## Политика

### Общински съвет
Състав на общинския съвет, избиран на местните избори през годините:
| Партия, коалиция или инициативен комитет | 2003 | 2007    | 2011    | 2015    | 2019    |
| Избирателна активност по време на изборите |      | 63,15 % | 65,61 % | 65,54 % | 64,56 % |
| Общ брой места | 13   | 13      | 13      | 13      | 13      |
| --- | ---- | ------- | ------- | ------- | ------- |
| ГЕРБ |      | 2       | 2       | 3       | 4       |
| Движение за права и свободи | 5    | 5       | 4       | 3       | 4       |
| Коалиция ЗС „Александър Стамболийски“ (Национален фронт за спасение на България, Съюз на демократичните сили, Алтернатива за българско възраждане, Земеделски съюз „Александър Стамболийски“) |      |         |         |         | 3       |
| ВМРО – Българско национално движение |      |         |         |         | 2       |
| Нова алтернатива |      |         |         | 3       |         |
| Зелена партия |      |         |         | 2       |         |
| Реформаторски блок |      |         |         | 2       |         |
| Политически клуб „Тракия“ |      |         | 5       |         |         |
| Българска социалистическа партия | 5    |         | 2       |         |         |
| Съюз на демократичните сили | 2    | 3       |         |         |         |
| „Коалиция за Куклен“ (Българска социалистическа партия, ВМРО – Българско национално движение)                                                                                                 |      | 2       |         |         |         |
| Ангел Петров Милянчев – инициативен комитет |      | 1       |         |         |         |
| Недялка Иванова Чалъмова – инициативен комитет | 1    |         |         |         |         |

## Транспорт
През общината преминават частично 3 пътя от Републиканската пътна мрежа на България с обща дължина 31,7 km:
- участък от 4,1 km от Републикански път II-86 (от km 16,7 до km 20,8);
- участък от 25,2 km от Републикански път III-8604 (от km 7 до km 32,2);
- последният участък от 2,4 km от Републикански път III-8606 (от km 5,8 до km 8,2).

## Топографска карта
- Лист от карта K-35-62. Мащаб: 1 : 100 000.
- Лист от карта K-35-74. Мащаб: 1 : 100 000.